# Taliyah Brooks
Taliyah Brooks, född 8 februari 1995, är en amerikansk friidrottare som tävlar i mångkamp. Vid inomhusvärldsmästerskapen i friidrott 2025 tog hon brons i femkamp.